# Budget
 (juin 2016).
- Si vous ne connaissez pas le sujet, laissez ce bandeau (vous pouvez alors contacter les auteurs).
- Si vous supprimez le contenu mis en cause (vous pouvez préalablement contacter les auteurs),

argumentez précisément cette suppression dans la page de discussion
(un manque de référence n'est pas un argument ; une recherche réelle de référence doit avoir été effectuée, être formellement documentée).
 (mai 2014).
Si vous disposez d'ouvrages ou d'articles de référence ou si vous connaissez des sites web de qualité traitant du thème abordé ici, merci de compléter l'article en donnant les références utiles à sa vérifiabilité et en les liant à la section « Notes et références ».

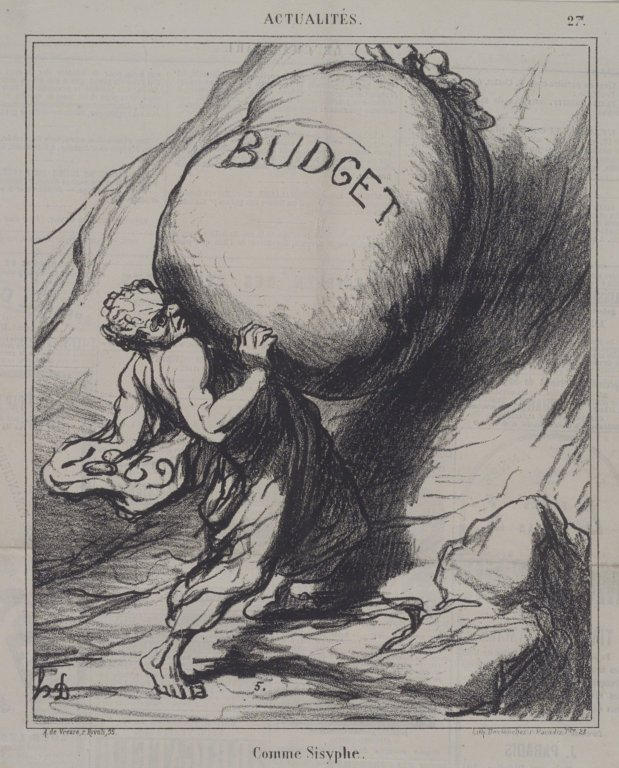
Comme Sisyphe, caricature d'Honoré Daumier publiée dans Le Charivari en février 1869 : la nouvelle année écrasée par le poids du budget (Brooklyn Museum).

Pour un agent économique (à savoir un individu, un ménage, une association, une entreprise, un État...) ou une entité (à savoir un équipement, un service, un établissement, un projet, une mission, une fonction...) le budget est un document récapitulatif des recettes et des dépenses prévisionnelles déterminées et chiffrées pour un exercice comptable à venir (généralement l'année).
La démarche budgétaire peut concerner le domaine de la gestion privée ou publique. Le présent article ne traite que des concepts et des pratiques ayant trait à la gestion privée (voir par ailleurs les articles détaillés : le Budget de l'État ou le Budget de l'État français ou le Budget de l'Union européenne).

## Origine
Le mot provient du gaulois « bouge » puis de l'ancien français « bougette », qui désignait une petite bourse accrochée à la ceinture de l'habit d'une personne, contenant de la menue monnaie lui permettant de faire face aux dépenses prévisibles de la journée. Le mot est exporté au Moyen-Âge en Angleterre, où il désigne ensuite le sac dans lequel le chancelier de l'Échiquier présente au Parlement les comptes et autres pièces justificatives, et il prend progressivement le sens actuel de « budget ». Le mot avait disparu de la langue française depuis plusieurs siècles quand il y revient au XVIIIe siècle par l'intermédiaire de l'anglais, avec son nouveau sens.

## Finalité
Le budget n'est pas un document normalisé et ne fait pas partie des documents prévus par la méthodologie de la comptabilité.
Ce qui n'empêche pas l'outil « budget » d'être largement utilisé par les gestionnaires : la méthode et la procédure budgétaire se révèlent en effet très utiles dans le cadre d'une entreprise ou d'une organisation pour servir de point d'appui aux tâches de prévision, de pilotage ou de contrôle.

## Typologie
- Le budget d'exploitation traite les recettes-dépenses qui concernent l'exploitation.
- Le budget d'investissement traite les recettes-dépenses qui concernent l'investissement.

Un budget peut être :
- indicatif (on fait une estimation, mais la réalisation pourra se révéler différente),
- impératif (les dépenses doivent être inférieures ou égales aux dépenses prévues, les recettes doivent être supérieures ou égales aux prévisions).

## Chiffrage du budget
Un budget comporte des données chiffrées qui peuvent être exprimées de façon plus ou moins poussée :
- Chiffrage exprimé uniquement en volume ou uniquement en valeur monétaire ;
- Double chiffrage comprenant à la fois un volet exprimé en volume, doublé d'un volet exprimé en valeur monétaire.

La notion de budget est normalement inséparable d'une période de temps bien définie : soit généralement un exercice fiscal de douze mois (budget dit annuel).
De manière à assurer une vision opérationnelle plus concrète pour les opérateurs impliqués dans la mise en œuvre, le budget est souvent assorti d'un calendrier de réalisation (parfois appelé « tableau de marche » ou « tableau de progress control »). Le budget est alors dit « phasé » : en fonction du degré de finesse visé, le chiffrage des recettes-dépenses est ventilé et détaillé par phase de réalisation (période mensuelle, trimestrielle ou semestrielle).

## Fonctionnement
Préparer un budget, c'est décaler le travail de la machine vers l'homme comme le préconisait l'économiste Zraffa, il faut constater, planifier et élaborer.

### Phase 1: Anticipation-élaboration
Au moment de son établissement, un budget n'a de valeur que si les prévisions affichées sont conformes à la réalité qu'elles sont censées décrire.
 Les principes comptables généraux doivent être respectés :
Principe d'unicité
Rien ne doit être oublié : le budget doit récapituler à lui seul l'ensemble des dépenses et recettes concernées. Rien ne doit être ajouté : le budget n'a pas à supporter des dépenses qui ne concernent pas son objet ou se voir crédité de recettes auxquelles il ne peut prétendre.
Principes de sincérité et d'intégrité
Les évaluations données sont censées être les plus réalistes possible : aucune dépense ne doit être minorée, aucun revenu ne doit être majoré…
Principe de prudence
L'erreur, l'incertitude, l'irréalisme et la force majeure font peser un risque sur tout exercice de prévision. Le chiffrage tant des dépenses que des recettes doit les prendre en compte de manière raisonnable.
En début d'exercice sont fixées les Estimations Originales (EO). Celles-ci peuvent être établies de manière concertée ou non avec les services chargés de l'exécution. En cas de procédure concertée, la première version des EO est éditée par la direction en mai-juin précédant l'exercice annuel suivant. Les services disposent donc d'une période de deux mois (juillet-août) pour établir leurs propres prévisions dans le cadre général fourni par les EO. Toutes les prévisions des services remontent et sont consolidées en septembre par la direction. La consolidation étant rarement parfaitement en ligne avec les intentions de la direction, une procédure de négociation s'établit en octobre entre la direction et les services concernés. La consolidation définitive pouvant intervenir courant octobre, sinon début novembre.

### Phase 2: Diffusion-Explication
Les estimations originales (EO), une fois validées comme cadre de référence s'imposant à tous les membres de l'organisation, doivent être diffusées en temps utile et expliquées à tous les exécutants concernés et ce, suffisamment avant le démarrage de l'exercice concerné. Ceci implique que cette diffusion intervienne fin novembre - début décembre, de manière à être répercutée sur l'ensemble des parties prenantes présentes à tous les niveaux et dans toutes les unités de l'organisation.

### Phase 3: Collecte et suivi des réalisations
C'est l'objet du reporting (en particulier dans les grands groupes où sont mis en œuvre de nombreux budgets). Ceci afin d'avoir en temps presque réel une vision exacte de la réalisation du budget. Tout reporting suppose un suivi chronologique (généralement trimestriel) assez étoffé. Dans la pratique la plus répandue, les estimations originales sont mises à jour de manière « roulante » au terme de chaque trimestre.
 PER
Première Estimation Révisée, éditée à la fin du premier trimestre d'exécution. Les données réelles du premier trimestre -désormais connues remplacent les données prévisionnelles correspondantes : données TRIM 1 réel + données TRIM 2, 3 et 4 prévisionnel.
SER
Seconde Estimation Révisée, éditée à la fin du second trimestre d'exécution : données TRIM 1 et 2 réels + données TRIM 3 et 4 prévisionnels
 TER
Troisième Estimation Révisée, éditée à la fin du troisième trimestre d'exécution : données TRIM 1,2 et 3 réels + données TRIM 4 prévisionnel
et ainsi de suite, jusqu'à QER, la Quatrième Estimation Révisée, éditée en fin de période budgétaire, ne comprend que des données réelles de l'exercice.
L'intérêt de cette actualisation progressive est de pouvoir comparer en base annuelle (sur 12 mois) les estimations initiales avec la part de réalisé tel que connu au fur et à mesure de l'avancement de l'exercice.

### Phase 4: Pilotage par l'Analyse des écarts
L'analyse des écarts (écart-volumes ou écarts-prix) fournit des indications précieuses sur l'existence de décalages plus ou moins importants entre le prévu et le réalisé. Ces écarts sont mesurés et localisés. Le pilote du budget est en mesure de décider selon l'ampleur des éléments constatés et la meilleure prévision qu'il peut faire pour la suite des événements :
- soit des ajustements marginaux avec rappel à l'ordre des exécutants ;
- soit des corrections plus significatives lorsque les écarts constatés font apparaître que la réalisation d'un objectif est devenu hors de portée. Le pilote peut choisir de réviser ses prévisions. On parle alors d'un budget révisé. Il convient cependant de manier ces révisions avec précaution car un usage trop fréquent des révisions discrédite la notion de Budget en tant qu'indicateur d'objectifs anticipés et partagés.

### Phase 5: Bilan-évaluation des réalisations
Dans la période suivant immédiatement la clôture d'un exercice budgétaire, un bilan-évaluation complet doit être tiré pour dégager et capitaliser toutes les leçons utiles pour les exercices ultérieurs.

## Pratiques discutables
Certaines organisations — à des fins de « motivation » — pratiquent un double budget. Le premier (réservé à la direction) est le « vrai » budget. Le second (plus largement diffusé auprès des collaborateurs, notamment commerciaux) comporte des objectifs plus ambitieux que ceux contenus dans la version direction. Un tel usage de la démarche budgétaire relève d'une démarche manipulatoire et peut se révéler à terme contre-productif : les objectifs irréalistes finissent par démobiliser.

## Suivi et contrôle du budget
Le suivi de budget implique une logistique particulière : la « comptabilité budgétaire » afin de s'assurer que les recettes et/ou dépenses prévues s'effectuent :
- dans les volumes et valorisations prévues ;
- selon le calendrier prévu (dans la mesure où le budget a été « phasé »).

Ce suivi comptable ouvre la possibilité du « contrôle budgétaire » via l'analyse des écarts :
- Évaluation des « écarts-volume » ou des « écarts-prix » éventuellement constatés entre prévisions et réalisations ;
- Opportunité d'effectuer en temps utile des mesures correctrices.

Les services budgétaires ont une importance très variable selon les organisations: 
- Bien utilisé, le contrôle budgétaire fournit une aide très appréciable pour le pilotage de toute gestion. C'est la porte d'entrée au domaine plus large du contrôle de gestion particulièrement nécessaire dans les organisations importantes ou complexes.
- Le contrôle budgétaire peut perdre de son impact lorsqu'il est aux mains d'un scribe docile compilant des chiffres inutilisés ou inutilisables, d'une Cassandre pointant uniquement les risques et dérapages, ou d'un censeur exerçant un droit de veto tatillon ou systématiquement méfiant envers la moindre dépense.

## Rationalisation budgétaire
- BBZ, Budget Base Zéro

Les démarches de rationalisation budgétaire pratiquées dans la gestion privée sont à rapprocher de celles de la gestion publique. Des emprunts méthodologiques sont constatés. Voir en particulier :
- RCB, Rationalisation des choix budgétaires (en anglais, PPBS Planning and Programming Budget Setting)
- RGPP, Révision générale des politiques publiques

## Outil d'évaluation en entreprise
Comme le disait Henri Fayol, gérer c’est administrer qui peut signifier prévoir et « prévoir, c’est déjà supputer l’avenir et le préparer : prévoir c’est agir ». Le budget est un outil essentiel de gestion prévisionnelle qui permet de repérer à l’avance les difficultés de choisir les programmes d’activité à partir de l’analyse de l’environnement pour assurer à l’entreprise la rentabilité souhaitée.
Le système budgétaire est fondé sur l’idée d’une mise à la disposition des opérationnels d’un certain nombre d’outils utiles au processus de management. Il s’agit :
- de la définition d’objectifs clairs, précis et réalistes ;
- de la préparation de plans d’actions économes ;
- d'un suivi rapide centré sur l’objectif grâce à la communication régulière des résultats à la suite d'un rapprochement entre ce qui fait et ce qui devrait être fait.
- de moyens ;
- de la possibilité de contrôle a priori.

Le budget est un outil qui permet à l’entreprise d’atteindre ses objectifs notamment en facilitant le couplage de celle-ci avec l’environnement et l’intégration des différentes fonctions.
Mais pour que le budget soit efficace, il faut que les préalables ci-après soient remplis :
- une structure organisation adaptée ou procéder à la structuration de l’organisation ou découpage en centres de responsabilité ;
- la formulation d’une stratégie ;
- la prévision des objectifs ;
- le système de suivi des réalisations au jour le jour ;
- une possibilité de contrôle a posteriori.

C’est ce dernier aspect qui fait du budget un outil d’évaluation. La constatation des écarts constituent ainsi l’évaluation qui est faite action par action. Alors que la nomenclature budgétaire est tout autre.